# Erigone simillima
Erigone simillima là một loài nhện trong họ Linyphiidae.
Loài này thuộc chi Erigone. Erigone simillima được Eugen von Keyserling miêu tả năm 1886.